# Evangeliar von Wardsia

Evangeliar von Wardsia

Das Evangeliar von Wardsia (georgisch ვარძიის ოთხთავი oder ვარძიის სახარება) ist ein georgisches Manuskript aus dem 12. oder 13. Jahrhundert. Es ist ein liturgisches Buch und enthält den Text der vier kanonischen Evangelien. Es gehörte wahrscheinlich der georgischen Königin Tamar. Bis zum 16. Jahrhundert wurde das Evangeliar im Kloster Wardsia aufbewahrt. Perser raubten das Buch aus dem Kloster Wardsia, jedoch löste es Lewan, der Sohn des kachetischen Königs, aus und brachte das Evangeliar wieder nach Wardsia zurück. Heute wird es im Georgischen Nationalen Handschriftenzentrum unter der Signatur Q-899 aufbewahrt.
Das Evangeliar ist auf  weißem Pergament von hoher Qualität geschrieben. Das Manuskript enthält 289 Blätter im Format von 23 × 18 cm. Früher hatte das Buch eine silberne Hülle mit einer Marienikone aus Email. Die Hülle wurde geraubt und ist verloren. 
Der Text ist in der klassischen georgischen Schrift Nuschuri (nʊsχʊrɪ) in zwei Spalten, die Titel aber in der georgischen Kapitalschrift Assomtawruli mit roter Tinte geschrieben. Wichtige Teile des Textes und die Initialen sind mit goldener Tinte dargestellt. Das Evangeliar ist durch seine Buchmalerei ausgezeichnet. Die Miniaturen der Evangelisten sind kleiner als in anderen georgischen Evangeliaren. Die Miniaturen sind mit den originalen Ornamenten geschmückt. 